# Anybody Seen My Baby?
Anybody Seen My Baby? ist ein Song der Rockband The Rolling Stones, der 1997 auf dem Album Bridges to Babylon erschien. Geschrieben von Mick Jagger und Keith Richards, mussten die Stones wegen Ähnlichkeiten mit dem Song Constant Craving aus dem Jahr 1992 dessen Autoren k.d. lang und Ben Mink als Koautoren anerkennen.

## Geschichte
Anybody Seen My Baby? wurde von Mick Jagger und Keith Richards geschrieben und von den Rolling Stones zwischen März und Juli 1997 für ihr Album Bridges to Babylon aufgenommen. Produzenten des Songs waren Don Was, die Dust Brothers sowie die Glimmer Twins (Jagger und Richards). Jamie Muhoberac spielte bei der Aufnahme von Anybody Seen My Baby? Bass und Keyboards. Waddy Wachtel spielte akustische Gitarre, Jagger, Richards und Wachtel elektrische Gitarren. Anybody Seen My Baby? ist der einzige Song der Rolling Stones, der ein Sampling enthält, und zwar des Rappers Biz Markie.
Das Album wurde am 29. September 1997 veröffentlicht, Anybody Seen My Baby? kam als erste Single-Auskopplung am 22. September 1997 auf den Markt. Am 23. September 1997 startete die großangelegte Bridges to Babylon Tour, die in einem Jahr die ganze Welt umspannte.
Kurz vor der Veröffentlichung wurden die Stones von Keith Richards’ Tochter Angela und ihrem Freund darauf aufmerksam gemacht, dass Anybody Seen My Baby? Ähnlichkeit mit dem Song Constant Craving der Sängerin k.d. lang hat. Um juristischen Ärger zu vermeiden, wurden k.d. lang und ihr Mitautor Ben Mink als Koautoren von Anybody Seen My Baby? aufgeführt.

## Musikvideo
Im Musikvideo zu Anybody Seen My Baby? spielt Angelina Jolie, damals 22 Jahre alt, eine Stripperin, die während einer Show den Club verlässt und durch New York streift. Es gibt eine zweite entschärfte Version des Videos ohne Nacktszenen.

## Charts und Chartplatzierungen
Anybody Seen My Baby? erreichte in Deutschland Rang 24 der Singlecharts und platzierte sich zwölf Wochen in den Top 100. In den US-amerikanischen Billboard Hot 100 verfehlte die Single den Sprung in die Charts, konnte sich jedoch auf Rang drei der Billboard Mainstream Rock Songs platzieren. Darüber hinaus avancierte Anybody Seen My Baby? zum Nummer-eins-Hit in Kanada.
| ChartsChartplatzierungen     | Höchstplatzierung | Wochen |
| ---------------------------- | ----------------- | ------ |
| Deutschland (GfK)            | 24 (12 Wo.)       | 12     |
| Österreich (Ö3)              | 12 (12 Wo.)       | 12     |
| Schweiz (IFPI)               | 26 (16 Wo.)       | 16     |
| Vereinigtes Königreich (OCC) | 22 (3 Wo.)        | 3      |

## Trivia
Zufällig hatte das Gründungsmitglied der Rolling Stones Brian Jones, nachdem er die Stones verlassen hatte, kurz vor seinem Tod 1969 einen Song namens Has Anybody Seen My Baby? geschrieben.